# 三庭五眼
三庭五眼
中国的传统审美观念对人的面部美特别重视，三庭五眼是古代画家根据成年人的面部五官位置和比例归纳出来的一种人物面部的普遍规律，它阐明人体面部正面观的纵向和横向的比例关系，因此，三庭五眼是衡量人的五官大小、比例、位置的准绳。

## 三庭
指将人面部正面横向分为三个等分，即从发际至眉线为一庭、眉线至鼻底为一庭、鼻底至颏底线为一庭。

## 五眼
是指将面部正面纵向分为五等分，以一个眼长为一等分，即两眼之间距离为一个眼的距离，从外眼角垂线至外耳孔垂线之间为一个眼的距离，整个面部正面纵向分为五个眼之距离。